# 에라 라라이
에라 라라이는 붉은 흙으로 유명한 큰 농촌 마을이다. 마을은 말라 캄 과 푸날 라이 카드 두반 노스를 연결하는 도로를 중심으로 한다. 마을은 에라 라라이 센터, 에라 라라이 북쪽 에라 라라이 남쪽 및 에라 라라이 서부로 나뉜다. 마을에서 생산되는 채소는 붉은 흙으로 인해 더 맛있다고 믿어진다. 마을에서 생산되는 마니 옥 또는 카사바가 특히 유명하다.